# Patuxent Range
Die Patuxent Range (in Argentinien Macizo Armada Argentina) ist ein großer Gebirgszug der Pensacola Mountains im westantarktischen Queen Elizabeth Land. Er schließt die Thomas Hills, Anderson Hills, den Mackin Table und eine Reihe Nunatakker und Bergrücken ein und wird vom Foundation-Eisstrom, dem Academy-Gletscher und dem Patuxent-Eisstrom durchflossen.
Entdeckt und teilweise fotografiert wurde der Gebirgszug während des Transkontinentalfluges der United States Navy vom 13. Januar 1956 im Rahmen der ersten Operation Deep Freeze vom McMurdo-Sund zum Weddell-Meer und zurück. Das Advisory Committee on Antarctic Names benannte ihn 1962 nach der Naval Air Station Patuxent River. Die kartografische Erfassung erfolgte durch den United States Geological Survey und mithilfe von Luftaufnahmen der United States Navy aus den Jahren 1955 bis 1966. Argentinische Wissenschaftler benannten das Gebirge dagegen zu Ehren der argentinischen Marine.